# Hoàng hậu Matilda
Hoàng hậu Matilda, Matilda của Anh (tiếng Anh: Empress Matilda/Matilda of England, tiếng Latinh: Mathildis Imperatrix; tiếng Tây Ban Nha: Emperatriz Matilde/Matilde de Inglaterra; 7 tháng 2, 1102 - 10 tháng 9, 1167), còn được gọi là Hoàng hậu Maude (tiếng Anh: Empress Maude, tiếng Anh-Norman: Imperatrice Mahaut), là người kế vị ngai vàng Vương quốc Anh trong cuộc nội chiến được gọi là Thời kỳ nội loạn.
Là con gái của vua Henry I của Anh, bà chuyển đến Đức khi còn trẻ. Vài năm sau, bà kết hôn với người mà tương lai sẽ trở thành Hoàng đế của Đế quốc La Mã thần thánh là Heinrich V. Bà đến nước Ý với chồng năm 1116, và đã được trao ngôi vị gây nhiều tranh cãi tại Vương cung thánh đường Thánh Phêrô, đồng thời giữ vai trò nhiếp chính trong triều đình Ý. Matilda không có con với Henry, và khi ông này qua đời vào năm 1125, đế vị đã bị tuyên bố chiếm giữ bởi Lothair II, một trong những kẻ thù chính trị của Henry.
Trước đó em trai của bà là William Adelin đã chết trong thảm họa White Ship năm 1120, khiến nước Anh phải đối mặt với một cuộc khủng hoảng kế vị sau này.
Khi hoàng đế Henry V qua đời, Matilda đã được cha mình triệu về Normandy và thu xếp cho bà một cuộc hôn nhân với Geoffrey xứ Anjou để tạo thành một liên minh để bảo vệ biên giới phía nam. Vua Henry I không có người con nào khác và tiếp tục chỉ định Matilda là người kế vị, lệnh cho triều đình của ông tuyên thệ trung thành với bà và những người kế vị bà say này. Tuy nhiên, quyết định chọn người kế vị này không được ưa thích ở Saxo-Norman. Henry qua đời năm 1135, nhưng Matilda và Geoffrey phải đối mặt với sự phản đối từ phía các nam tước Norman nên không thể thực hiện việc kế vị. Ngai vàng đã được trao cho anh họ (con trai của bác gái Adela, chị của cha bà vua Henry I của Anh) của bà là Stephen xứ Blois (gọi Henry I của Anh bằng cậu), người được Giáo hội Anh hậu thuẫn. Quốc vương mới Stephen từng bước cải cách nhằm làm vững mạnh chính quyền còn non trẻ của ông, nhưng đồng thời phải đối phó với các kẻ thù từ láng giềng cho đến những kẻ thù không đội trời chung trong khắp vương quốc.
Năm 1139, Matilda đến nước Anh nhằm dùng vũ lực đoạt lại ngai vàng với sự trợ giúp của người anh cùng cha khác mẹ; Robert, Bá tước của Gloucester và người cậu là David I của Scotland, trong khi đó Geoffrey thì đang tập trung chinh phạt Normandy. Quân đội của Matilda đã đánh bại và bắt sống Stephen trong Trận Lincoln, nhưng khi dự lễ đăng quang tại Tu viện Westminster thì Matilda bị dân chúng London phản đối kịch liệt. Matilda không bao giờ chính thức nhận vương vị Nữ vương nước Anh (Queen of England) mà chỉ được gọi là Nữ chúa của người Anh (Lady of the English). Bá tước Robert (em trai ngoài giá thú cùng cha khác mẹ của bà) bị bắt trong Sự kiện Winchester vào năm 1141 và Matilda đồng ý chuộc lại Robert bằng cách thả Stephen ra. Về sau, Matilda bị vây hãm trong Pháo đài Oxford bởi quân đội của Stephen, và trong mùa đông đó, bà đã phải vượt sông Isis để tránh việc bị truy bắt.
Cuộc chiến trở nên tha hóa và bế tắc, khi Matilda chiếm lĩnh phần lớn lãnh thổ tây nam nước Anh; còn Stephen nắm giữ vùng đông nam nước Anh cùng những phần lãnh thổ trung tâm. Phần lớn lãnh thổ còn lại rơi vào tay các nam tước trung lập.
Năm 1148, Matilda quay về Normandy, vùng đất lúc này đã nằm trong tay chồng bà Geoffrey. Bà để lại con trai lớn của mình ở lại để tiếp tục các chiến dịch quân sự, để rồi đến năm 1154, người con trai đó của bà chiếm đoạt được ngai vàng nước Anh và lên ngôi, tức vua Henry II của Anh. Thái hậu Matilda thiết lập triều đình của mình gần Rouen và dành suốt cuộc đời còn lại, hỗ trợ vua Henry II cai trị nước Anh. Bà còn là người bảo hộ của Normandy. Bà là người sùng Thiên Chúa giáo, tích cực đóng góp cho hoạt động của Nhà thờ, cho lập nhiều nhà dòng của Dòng Xitô trên khắp lãnh thổ.

## Tiểu sử

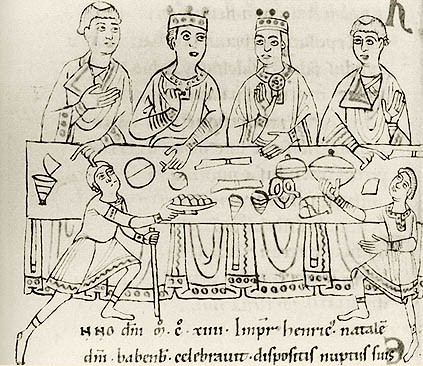
Matilda và Henry tại bữa tiệc cưới

Matilda là con gái lớn nhất của Quốc vương Henry I của Anh, người nắm giữ vương miện nước Anh và Công quốc Normandy (phía bắc nước Pháp); mẹ bà là Matilda xứ Scotland, con gái của Malcolm III của Scotland và Margaret của Wessex, cũng là một hậu duệ của Alfred Vĩ Đại. Ngày sinh của bà có thể là 7 tháng 2 năm 1022 tại Sutton Courtenay, Oxfordshire.. Henry là con trai út của William Kẻ Chinh Phạt, người đã xâm chiếm nước Anh từ năm 1066. Cuộc chinh phạt của William là một sự kiện quan trọng trong lịch sử nước Anh. Nó đã thay thế nhiều giai cấp cầm quyền bản địa bằng một hệ thống phân cấp mới từ nước ngoài_nền quân chủ nói tiếng Pháp, tầng lớp quý tộc, và các giáo sĩ. Nó đã thay đổi phần lớn tiếng Anh và văn hóa Anh, đưa nước Anh đến kỷ nguyên mới, mà người ta thường gọi là Anglo-Norman.
Việc cưới Matilda xứ Scotland đã giúp cho ngôi vị của Henry được hợp pháp hóa và vững chắc hơn. Đối với Matilda, bà có chỗ đứng trong giới quý tộc nước Anh. Con gái bà Matilda từ nhỏ luôn được bà dạy dỗ, thành thạo việc đọc viết và có một nền giáo dục tôn giáo hoàn thiện.

## Gia phả
|                    |                    |                    |                    |                    |                    |  |  |                    |                    |                    |                    |                    |                    |  |  |                      |                      |                      |                      | Matilda xứ Flanders  | Matilda xứ Flanders  | Matilda xứ Flanders | Matilda xứ Flanders | Matilda xứ Flanders | Matilda xứ Flanders |                     |                     | William I của Anh        | William I của Anh        | William I của Anh        | William I của Anh        | William I của Anh        | William I của Anh        |                      |                      |                      |                      |  |  |                 |                 |                 |                 |                 |                 |  |  |                      |                      |                      |                      |                      |                      |  |  |  |  |  |  |  |  |  |  |  |  |  |  |  |  |
|                    |                    |                    |                    |                    |                    |  |  |                    |                    |                    |                    |                    |                    |  |  |                      |                      |                      |                      | Matilda xứ Flanders  | Matilda xứ Flanders  | Matilda xứ Flanders | Matilda xứ Flanders | Matilda xứ Flanders | Matilda xứ Flanders |                     |                     | William I của Anh        | William I của Anh        | William I của Anh        | William I của Anh        | William I của Anh        | William I của Anh        |                      |                      |                      |                      |  |  |                 |                 |                 |                 |                 |                 |  |  |                      |                      |                      |                      |                      |                      |  |  |  |  |  |  |  |  |  |  |  |  |  |  |  |  |
|                    |                    |                    |                    |                    |                    |  |  |                    |                    |                    |                    |                    |                    |  |  |                      |                      |                      |                      |                      |                      |                     |                     |                     |                     |                     |                     |                          |                          |                          |                          |                          |                          |                      |                      |                      |                      |  |  |                 |                 |                 |                 |                 |                 |  |  |                      |                      |                      |                      |                      |                      |  |  |  |  |  |  |  |  |  |  |  |  |  |  |  |  |
|                    |                    |                    |                    |                    |                    |  |  |                    |                    |                    |                    |                    |                    |  |  |                      |                      |                      |                      |                      |                      |                     |                     |                     |                     |                     |                     |                          |                          |                          |                          |                          |                          |                      |                      |                      |                      |  |  |                 |                 |                 |                 |                 |                 |  |  |                      |                      |                      |                      |                      |                      |  |  |  |  |  |  |  |  |  |  |  |  |  |  |  |  |
|                    |                    |                    |                    |                    |                    |  |  |                    |                    |                    |                    |                    |                    |  |  |                      |                      |                      |                      | Margaret của Wessex  | Margaret của Wessex  | Margaret của Wessex | Margaret của Wessex | Margaret của Wessex | Margaret của Wessex |                     |                     | Malcolm III của Scotland | Malcolm III của Scotland | Malcolm III của Scotland | Malcolm III của Scotland | Malcolm III của Scotland | Malcolm III của Scotland |                      |                      |                      |                      |  |  |                 |                 |                 |                 |                 |                 |  |  |                      |                      |                      |                      |                      |                      |  |  |  |  |  |  |  |  |  |  |  |  |  |  |  |  |
|                    |                    |                    |                    |                    |                    |  |  |                    |                    |                    |                    |                    |                    |  |  |                      |                      |                      |                      | Margaret của Wessex  | Margaret của Wessex  | Margaret của Wessex | Margaret của Wessex | Margaret của Wessex | Margaret của Wessex |                     |                     | Malcolm III của Scotland | Malcolm III của Scotland | Malcolm III của Scotland | Malcolm III của Scotland | Malcolm III của Scotland | Malcolm III của Scotland |                      |                      |                      |                      |  |  |                 |                 |                 |                 |                 |                 |  |  |                      |                      |                      |                      |                      |                      |  |  |  |  |  |  |  |  |  |  |  |  |  |  |  |  |
|                    |                    |                    |                    |                    |                    |  |  |                    |                    |                    |                    |                    |                    |  |  |                      |                      |                      |                      |                      |                      |                     |                     |                     |                     |                     |                     |                          |                          |                          |                          |                          |                          |                      |                      |                      |                      |  |  |                 |                 |                 |                 |                 |                 |  |  |                      |                      |                      |                      |                      |                      |  |  |  |  |  |  |  |  |  |  |  |  |  |  |  |  |
|                    |                    |                    |                    |                    |                    |  |  |                    |                    |                    |                    |                    |                    |  |  |                      |                      |                      |                      |                      |                      |                     |                     |                     |                     |                     |                     |                          |                          |                          |                          |                          |                          |                      |                      |                      |                      |  |  |                 |                 |                 |                 |                 |                 |  |  |                      |                      |                      |                      |                      |                      |  |  |  |  |  |  |  |  |  |  |  |  |  |  |  |  |
|                    |                    |                    |                    |                    |                    |  |  | Adela của Normandy | Adela của Normandy | Adela của Normandy | Adela của Normandy | Adela của Normandy | Adela của Normandy |  |  | David I của Scotland | David I của Scotland | David I của Scotland | David I của Scotland | David I của Scotland | David I của Scotland |                     |                     | Mary của Scotland   | Mary của Scotland   | Mary của Scotland   | Mary của Scotland   | Mary của Scotland        | Mary của Scotland        |                          |                          | Matilda của Scotland     | Matilda của Scotland     | Matilda của Scotland | Matilda của Scotland | Matilda của Scotland | Matilda của Scotland |  |  | Henry I của Anh | Henry I của Anh | Henry I của Anh | Henry I của Anh | Henry I của Anh | Henry I của Anh |  |  |                      |                      |                      |                      |                      |                      |  |  |  |  |  |  |  |  |  |  |  |  |  |  |  |  |
|                    |                    |                    |                    |                    |                    |  |  | Adela của Normandy | Adela của Normandy | Adela của Normandy | Adela của Normandy | Adela của Normandy | Adela của Normandy |  |  | David I của Scotland | David I của Scotland | David I của Scotland | David I của Scotland | David I của Scotland | David I của Scotland |                     |                     | Mary của Scotland   | Mary của Scotland   | Mary của Scotland   | Mary của Scotland   | Mary của Scotland        | Mary của Scotland        |                          |                          | Matilda của Scotland     | Matilda của Scotland     | Matilda của Scotland | Matilda của Scotland | Matilda của Scotland | Matilda của Scotland |  |  | Henry I của Anh | Henry I của Anh | Henry I của Anh | Henry I của Anh | Henry I của Anh | Henry I của Anh |  |  |                      |                      |                      |                      |                      |                      |  |  |  |  |  |  |  |  |  |  |  |  |  |  |  |  |
|                    |                    |                    |                    |                    |                    |  |  |                    |                    |                    |                    |                    |                    |  |  |                      |                      |                      |                      |                      |                      |                     |                     |                     |                     |                     |                     |                          |                          |                          |                          |                          |                          |                      |                      |                      |                      |  |  |                 |                 |                 |                 |                 |                 |  |  |                      |                      |                      |                      |                      |                      |  |  |  |  |  |  |  |  |  |  |  |  |  |  |  |  |
|                    |                    |                    |                    |                    |                    |  |  |                    |                    |                    |                    |                    |                    |  |  |                      |                      |                      |                      |                      |                      |                     |                     |                     |                     |                     |                     |                          |                          |                          |                          |                          |                          |                      |                      |                      |                      |  |  |                 |                 |                 |                 |                 |                 |  |  |                      |                      |                      |                      |                      |                      |  |  |  |  |  |  |  |  |  |  |  |  |  |  |  |  |
| Theobald của Blois | Theobald của Blois | Theobald của Blois | Theobald của Blois | Theobald của Blois | Theobald của Blois |  |  | Henry của Blois    | Henry của Blois    | Henry của Blois    | Henry của Blois    | Henry của Blois    | Henry của Blois    |  |  | Stephen của Blois    | Stephen của Blois    | Stephen của Blois    | Stephen của Blois    | Stephen của Blois    | Stephen của Blois    |                     |                     | Matilda xứ Boulogne | Matilda xứ Boulogne | Matilda xứ Boulogne | Matilda xứ Boulogne | Matilda xứ Boulogne      | Matilda xứ Boulogne      |                          |                          | Hoàng hậu Matilda        | Hoàng hậu Matilda        | Hoàng hậu Matilda    | Hoàng hậu Matilda    | Hoàng hậu Matilda    | Hoàng hậu Matilda    |  |  | William Adelin  | William Adelin  | William Adelin  | William Adelin  | William Adelin  | William Adelin  |  |  | Robert xứ Gloucester | Robert xứ Gloucester | Robert xứ Gloucester | Robert xứ Gloucester | Robert xứ Gloucester | Robert xứ Gloucester |  |  |  |  |  |  |  |  |  |  |  |  |  |  |  |  |
| Theobald của Blois | Theobald của Blois | Theobald của Blois | Theobald của Blois | Theobald của Blois | Theobald của Blois |  |  | Henry của Blois    | Henry của Blois    | Henry của Blois    | Henry của Blois    | Henry của Blois    | Henry của Blois    |  |  | Stephen của Blois    | Stephen của Blois    | Stephen của Blois    | Stephen của Blois    | Stephen của Blois    | Stephen của Blois    |                     |                     | Matilda xứ Boulogne | Matilda xứ Boulogne | Matilda xứ Boulogne | Matilda xứ Boulogne | Matilda xứ Boulogne      | Matilda xứ Boulogne      |                          |                          | Hoàng hậu Matilda        | Hoàng hậu Matilda        | Hoàng hậu Matilda    | Hoàng hậu Matilda    | Hoàng hậu Matilda    | Hoàng hậu Matilda    |  |  | William Adelin  | William Adelin  | William Adelin  | William Adelin  | William Adelin  | William Adelin  |  |  | Robert xứ Gloucester | Robert xứ Gloucester | Robert xứ Gloucester | Robert xứ Gloucester | Robert xứ Gloucester | Robert xứ Gloucester |  |  |  |  |  |  |  |  |  |  |  |  |  |  |  |  |